# 유통 (덕경후)
유통(劉通, ? ~ 기원전 151년)은 전한 전기의 관료로, 고제의 형 대경왕의 손자이다.

## 생애
경제 3년(기원전 154년), 오왕 유비가 제후왕들과 함께 반란을 일으켰다(오초칠국의 난). 유통은 종정에 임명되어 반란을 무마시키기 위하여 오왕을 찾아갔으나 실패하였다.
경제 6년(기원전 151년)에 죽으니 시호를 경(頃)이라 하였고, 작위는 아들 유흘이 이었다.

## 출전
- 사마천, 《사기》
  - 권18 고조공신후자연표
  - 권106 오왕비열전
- 반고, 《한서》
  - 권15상 왕자후표 上
  - 권19하 백관공경표 下

| 전임 유례 | 전한의 종정 기원전 154년 ~ 기원전 151년 | 후임 유기질 |

| 선대 아버지 덕애후 유광 | 전한의 덕후 기원전 185년 ~ 기원전 151년 | 후대 아들 덕강후 유흘 |